# Стропан
Стропан (на албански: Stropan или Stropani) е село в Албания, в община Девол, част от административната област Корча.

## География
Селото е разположено в долината на река Девол, в североизточните склонове на планината Морава.

## История
На Етнографската карта на Битолския вилает на Картографския институт в София от 1901 година Стропан е смесено албанско мюсюлманско-албанско православно и влашко село в Корчанската каза на Корчанския санджак с 90 къщи.
До 2015 година селото е част от община Хочища.